# Abaurrea Alta
Abaurrea Alta (cooficialmente en euskera: Abaurregaina) es un municipio español de la Comunidad Foral de Navarra, situado en la merindad de Sangüesa, en la comarca de Auñamendi, en el valle de Aézcoa y a 70 km de la capital de la comunidad, Pamplona. Su población en 2024 fue de 119 habitantes (INE), su término municipal tiene una superficie de 21,36 km² y su densidad de población es de 5.57 
 hab/km².

## Toponimia
Abaurrea se trata de un topónimo de significado dudoso. Según Mikel Belasko su significado podría ser delante del árbol o delante de la columna y provendría de la expresión en lengua vasca (h)abe aurre(a). La palabra habe, que significaba árbol o columna, es arcaica en el euskera actual para su primer significado y se utilizaba, por ejemplo, en el vizcaíno antiguo apareciendo mencionada en el fuero de Vizcaya. Su uso también está documentado en Navarra y se piensa que pudo dar origen a topónimos como Abaurrea o Abáigar. El segundo término es transparente, ya que aurre, significa delante de o parte anterior. La a final es artículo en euskera.
Es muy variada la forma en la que se ha transcrito el nombre del pueblo durante la Edad Media. La mención más antigua de este pueblo data de 1237 cuando se le menciona bajo diferentes nombres como Auerea, Aurrea, Aveurrea y Euierrea. Luego aparece como Avehurrea (1268), Avaurrea (1281), Aueurrea (1350), Abeure (1362) y Abeurrea (1366). Al menos desde el siglo XVI parece que está asentada la actual forma de escribirlo; Abaurrea (1532). La Abaurrea que se menciona hasta el siglo XVIII se corresponde a la actual Abaurrea Baja, siendo Abaurrea Alta originalmente un barrio de bordas del primero. En 1719 aparecen mencionados por primera vez los dos pueblos que llevan este nombre, distinguiéndose por primera vez entre Abaurrea la Alta y Abaurrea la Baxa.
El nombre en vasco de la localidad es Abaurregaina, que proviene de Abaurre(a) + -gain(a) (de arriba), aunque en la comarca del Valle de Aézcoa se pronuncia como Aburregeina. Este nombre es cooficial desde la década de 1980.
Su gentilicio es abaurregaindarra, tanto en masculino como en femenino.

## Geografía
Es el municipio situado a mayor altitud en la provincia de Navarra, a 1039 m s. n. m. 
Debido a su gran altitud, las temperaturas son cambiantes, con temperaturas de hasta –22 °C en invierno y máximas de 37 en verano.

## Demografía
Abaurrea Alta cuenta con una población de 119 habitantes (INE 2024).
| Gráfica de evolución demográfica de Abaurrea Alta entre 1842 y 2021 |
| |
| Población de derecho según los censos de población del INE Población de hecho según los censos de población del INEEn estos censos se denominaba Abaurrea Alta: 1842, 1857, 1860, 1877, 1887, 1897, 1900, 1910, 1920, 1930, 1940, 1950, 1960, 1970 y 1981 |

## Economía
Cereales, maderas y pastos.

## Administración y política
| Mandato   | Nombre del alcalde     | Partido político    |
| --------- | ---------------------- | ------------------- |
| 2003-2007 | Rafael Ordóñez Iriarte | independiente       |
| 2007-2011 | Rafael Ordóñez Iriarte | independiente       |
| 2019-2023 | Patxi Encaje Araña     | Euskal Herria Bildu |
| 2023      | Patxi Encaje Araña     | Euskal Herria Bildu |

El candidato a concejal más votado fue Francisco Javier Bueno, con 72 votos. No obstante, la alcaldía la posee Rafael Ordóñez, que logró 52 papeletas a su favor.
1. ↑  «Abaurregaina - Lekuak - EODA». www.euskaltzaindia.eus. Consultado el 1 de agosto de 2024.
2. ↑   Blog de Toponimia de Mikel Belasko Publicado en Diccionario etimológico de los nombres de los pueblos, villas y ciudades de Navarra. Apellidos navarros. Editorial Pamiela, Pamplona, 1996. 2ª ed, 1999.
3. ↑  «Entrada del término habe». Orotariko Euskal Hiztegia (en castellano, francés). Consultado el 17 de enero de 2018.
4. ↑  Euskaltzaindia-Real Academia de la Lengua Vasca. 155. araua: Nafarroako Udal izendegia
5. ↑  Instituto Nacional de Estadística (España). «Alteraciones de los municipios en los Censos de Población desde 1842». Consultado el 3 de marzo de 2024.
6. ↑  Secretaría General Técnica, Ministerio de Administraciones Públicas (2008). Variaciones de los Municipios de España desde 1842 (1.ª edición). Madrid: Gobierno de España. Consultado el 3 de marzo de 2024.